# Escuela de Derecho de Melbourne

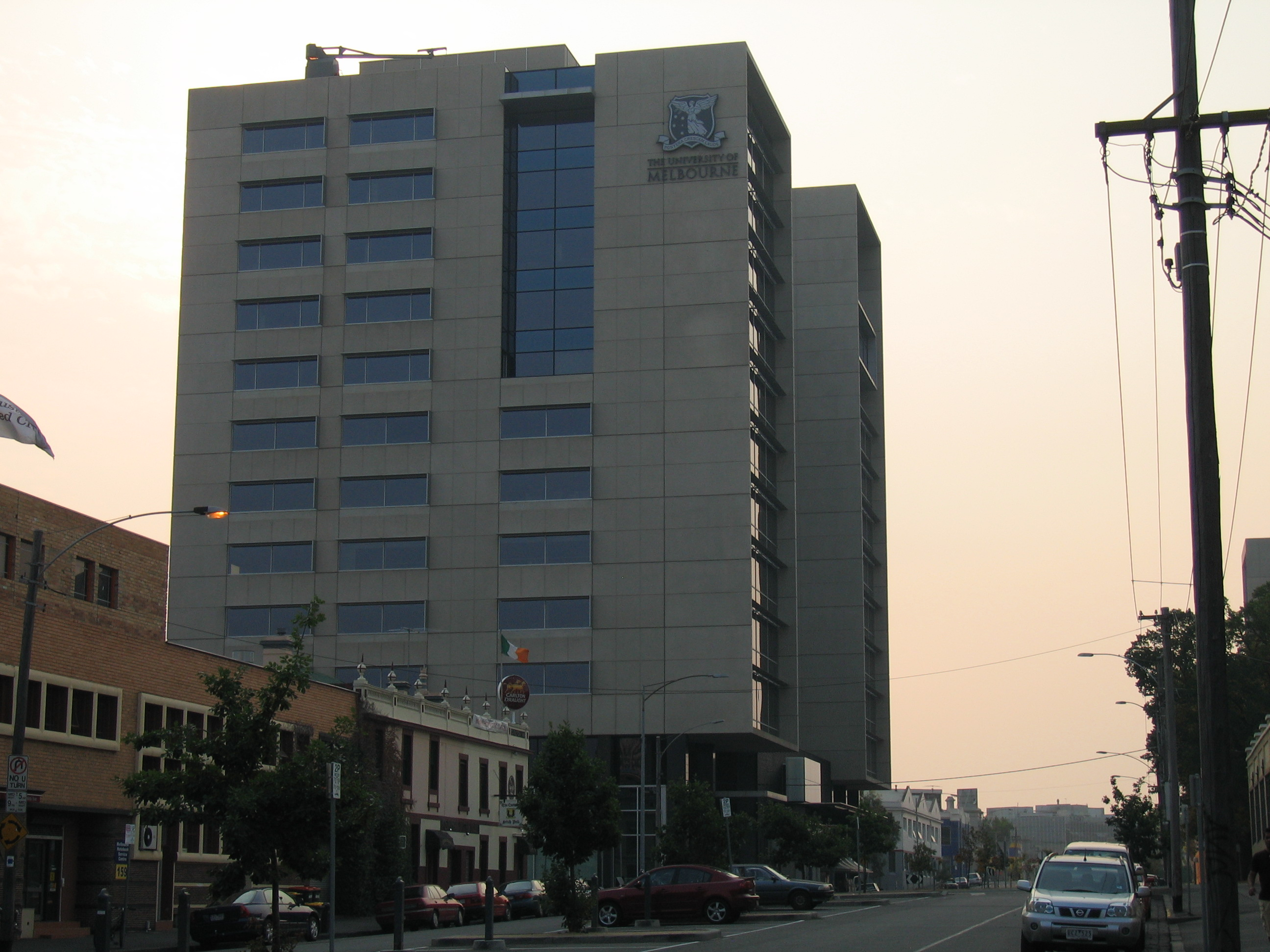
Edificio de la Facultad de Derecho de la Universidad de Melbourne

La Escuela de Derecho de Melbourne (MLS) es una de las escuelas profesionales de la Universidad de Melbourne. Localizada en Carlton, Victoria, MLS es la escuela de derecho más antigua de Australia, y oferta los grados J.D., LL.M, Ph.D y LL.D.  La Escuela de Derecho de Melbourne ha sido clasificada como la séptima mejor a nivel mundial y primera en Australia por el Times Higher Education World Universiy Rankings 2018 en Derecho.
MLS ha producido un número de notable alumnos en Derecho y Política, incluyendo cuatro Primeros ministros de Australia, tres Gobernadores-Generales, cuatro Presidentes de la Corte Suprema de Australia y trece fiscales generales de la Commonwealth.

## Investigación

### Centros de investigación
MLS posee un amplio número de centros de investigación e institutos, especializados en una amplia variedad de aspectos jurídicos:
- - Asian Law Centre
  - Asia-Pacific Centre for Military Law
  - Centre for Comparative Constitutional Studies[4]
  - Centre for Corporate Law and Securities Regulation
  - Centre for Employment and Labour Relations Law
  - Centre for Indonesian Law, Islam and Society
  - Centre for Media and Communications Law
  - Centre for Resources, Energy and Environmental Law
  - Civil Justice Research Group
  - Competition Law and Economics Network
  - Electoral Regulation Research Network
  - Global Economic Law Network[5]
  - Institute for International Law and Humanities[6]
  - Intellectual Property Research Institute of Australia
  - Transactional Law
  - Obligations Group
  - The Tax Group

### Programas externos
MLS oferta asignaturas en Ciudad de Nueva York, Washington D.C., Nueva Delhi, Shanghái y Ginebra, y tiene programas en asocio con muchas de las principales escuelas de Derecho del mundo, incluyendo Escuela de Leyes de Virginia, Centro de Derecho de Georgetown, Facultad de Derecho de la Universidad de Toronto y la Facultad de Derecho de la Universidad Nacional de Singapur. 
MLS es un miembro fundador del Center for Transnational Legal Studies en Londres, y contribuye con personal y estudiantes al centro cada año.
Además, MLS tiene acuerdos de doble titulación con la Universidad de Oxford, la Universidad de Cambridge, la Escuela de Derecho de la Universidad de Nueva York y la Facultad de Derecho de la Universidad China de Hong Kong.

## Clasificaciones
MLS es frecuentemente clasificada entre las mejores escuelas de Derecho del mundo:
| 2013                            | 2013 | 2014 | 2015 | 2016 | 2017 | 2018 |
| ------------------------------- | ---- | ---- | ---- | ---- | ---- | ---- |
| QS Ranking by Subject (Law)     | 5.º  | 8.º  | 8.º  | 8.º  | 11.º | 8.º  |
| T.H.E. Ranking by Subject (Law) | NA   | NA   | NA   | NA   | NA   | 7.°  |

## Lectura adicional
- Campbell, Ruth. 1977. Una Historia de la Escuela de Derecho de Melbourne, 1857 a 1973, Law School, Parkville. ISBN 0-909454-43-4 .
- Waugh, John. 2007. Primeros inicios: la Escuela de Derecho de Melbourne 1857–2007, Miegunyah Press, Carlton, Vic. ISBN 9780522854480 .

- Datos: Q6811823